# روبرتو پلاترو
روبرتو پلاترو (انگلیسی: Roberto Platero؛ زادهٔ ۳۱ دسامبر ۱۹۸۶) بازیکن فوتبال اهل اسپانیا است.
از باشگاه‌هایی که در آن بازی کرده‌است می‌توان به باشگاه فوتبال پومفرادینا، باشگاه فوتبال راسینگ سانتاندر، و باشگاه فوتبال نومانسیا اشاره کرد.